# Microplanus
Microplanus és un gènere d'aranyes araneomorfes de la subfamília Erigoninae, dins de la família Linyphiidae. Es pot trobar a Colòmbia i Panamà.
Fou descrit per primera vegada per Alfred Frank Millidge l'any 1991.

## Llista d'espècies
Segons The World Spider Catalog 12.0:
- Microplanus mollisMillidge, 1991 (Espècie tipus) – Colombia
- Microplanus odin Miller, 2007 – Panama